# هارالد ماغنوس أندرياسن
هارالد ماغنوس أندرياسن (بالنرويجية: Harald Magnus Andreassen)‏ (و. 1956  م) هو اقتصادي نرويجي.

## التعليم
تعلم في جامعة أوسلو.